# Fondation René-Cassin
 (mai 2020).
La fondation René-Cassin - Institut international des droits de l'homme, antérieurement Institut international des droits de l'homme, est une fondation reconnue d'utilité publique créée par décret publié au Journal officiel le 13 décembre 2015. 
Cette fondation assure la continuité de l'Institut international des droits de l'homme (IIDH) fondé en 1969 par René Cassin, à la suite de l'obtention du prix Nobel de la paix en 1968 (à l'occasion du 20e anniversaire de la Déclaration universelle des droits de l'homme dont il fut l'un des rédacteurs principaux) et un groupe de personnes à l'issue d'un colloque sur la Convention européenne des droits de l'homme tenu à Strasbourg. L'institut fêtait son 40e anniversaire le 14 décembre 2009. Son unique siège est fixé à Strasbourg, elle est actuellement présidée par Emmanuel Decaux et son directeur est Sébastien Touzé.
Parallèlement à la transformation de l'institut en fondation, l'association Les Amis de la fondation René-Cassin  sert de support associatif à cette dernière et permet aux personnes qui le souhaitent de matérialiser un lien ou leur attachement à la Fondation.

## Missions et activités
L'objectif de la fondation René-Cassin est de promouvoir les droits de l'homme par l'enseignement et la recherche. 
Elle parraine, avec la Faculté de droit, de sciences politiques et de gestion de l'Université de Strasbourg et l'ordre des avocats du Barreau de Strasbourg, le concours René-Cassin, le plus ancien concours francophone de plaidoiries sur le droit européen des droits de l’Homme. 

## Transformation et changement de nom
En décembre 2015, la fondation René-Cassin est créée sous le statut de fondation reconnue d'utilité publique par décret du 11 décembre 2015 pris en Conseil d'État et remplace l'association Institut international des droits de l'homme.

## Présidents

### Présidents de l'Institut international des droits de l'homme (1969-2015)
- René Cassin (1969-1976), ancien président de la Cour européenne des droits de l’homme. prix Nobel de la paix en 1968, fondateur de l’Institut international des droits de l’homme.
- Edgar Faure (1976-1988), ancien Premier ministre français, ancien ministre de l'Éducation nationale, ancien député du Parlement européen, ancien président de l'Assemblée nationale.
- Théo Braun (1988-1990), ancien vice-président du Conseil régional d'Alsace, ancien ministre délégué chargé des Personnes âgées.
- Denise Bindschedler-Robert (1990-1996), ancien juge à la Cour européenne des droits de l'homme.
- Jacques Latscha (1996-2002), ancien membre du Conseil constitutionnel.
- Gérard Cohen-Jonathan (2002-2005), professeur émérite de l'université Panthéon-Assas (Paris-II), doyen honoraire de l'université Robert-Schuman.
- Jean Waline (2005-2011), professeur émérite de l'université Robert-Schuman, ancien président, conseiller du Bas-Rhin.
- Jean-Paul Costa (2012-2015), ancien président de la Cour européenne des droits de l'homme.

### Président de la fondation René-Cassin
- Jean-Paul Costa (2016-2021) puis président d'honneur, ancien président de la Cour européenne des droits de l'homme.
- Emmanuel Decaux, (depuis 2021), ancien membre et président du Comité des disparitions forcées de l'ONU (CED) professeur émérite de l’université Paris II Panthéon-Assas.

## Distinction
L'Institut a obtenu le « prix Unesco de l'enseignement des droits de l'homme » en 1994 et sa mission fut reconnue d'utilité publique par l'arrêté du 19 décembre 2002